# Stadsmäklare
Stadsmäklare var en offentlig (auktoriserad) mäklare som ur juridisk synpunkt var att betrakta som kommissionär.
Stadsmäklare antogs av handels- och sjöfartsnämnden i stad och hade till uppgift att biträda vid överlåtelse av varor, fastigheter, fartyg, växlar och andra värdepapper samt vid uppgörande av olika slags avtal.
Under 1800-talet och fram till år 1901 var det endast stadsmäklare som hade rätt att bedriva värdepappershandel under formen av auktionsutrop, det vill säga på fondbörsen.